# Begraafplaats van Mortagne-du-Nord
De Begraafplaats van Mortagne-du-Nord is een gemeentelijke begraafplaats in de Franse gemeente Mortagne-du-Nord in het Noorderdepartement. De begraafplaats ligt 125 m ten noorden van het dorpscentrum (gemeentehuis) en wordt deels omsloten door een wand met betonplaten en een bakstenen muur. Een tweedelig traliehek sluit de begraafplaats af. 
Er staat een gedenkteken voor de militaire en burgerlijke slachtoffers uit de Tweede Wereldoorlog. Vlak bij dit gedenkteken liggen 10 Franse gesneuvelde militairen uit deze oorlog.

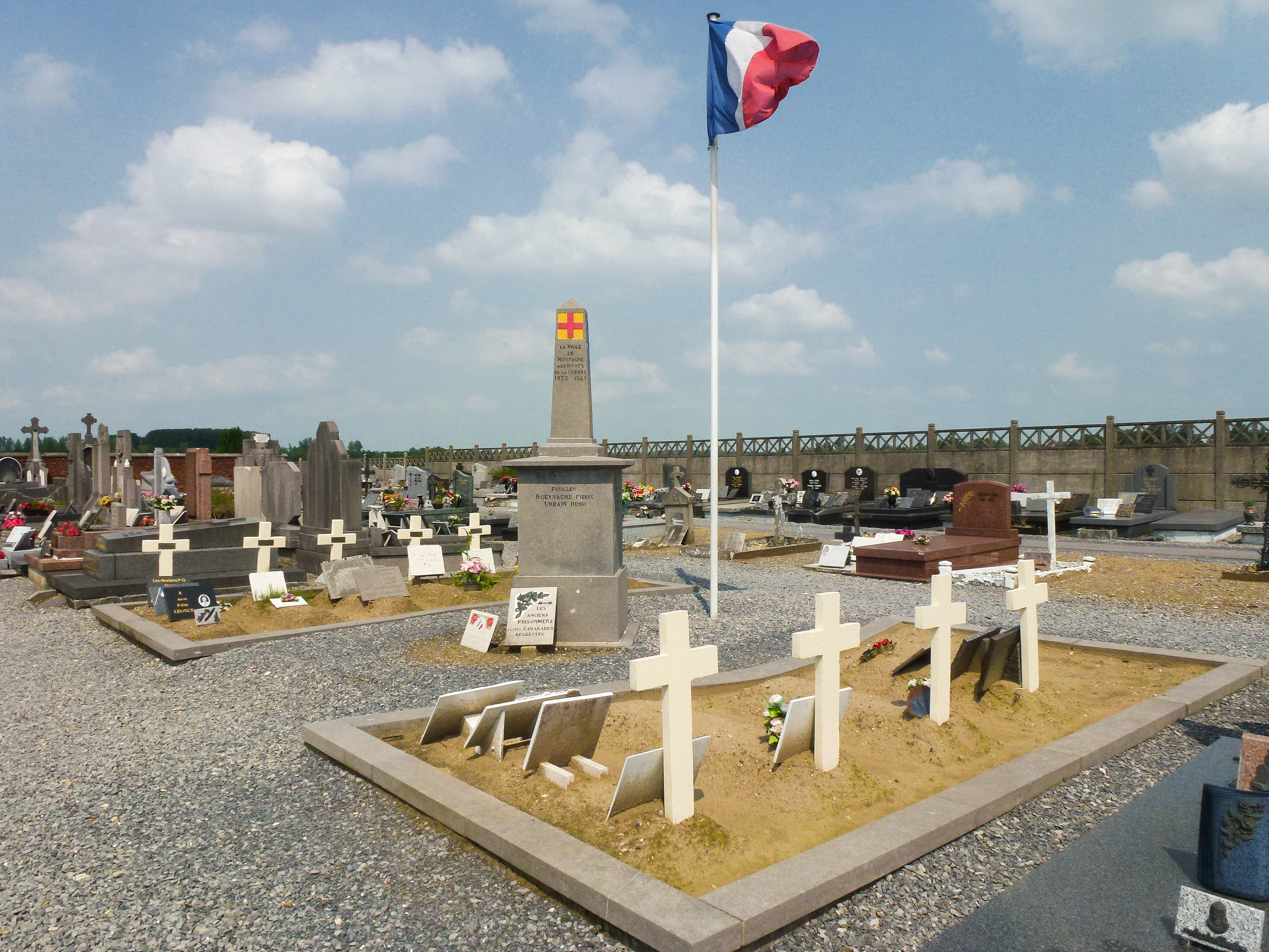
Monument en graven van Franse gesneuvelden

## Britse oorlogsgraven
Op de begraafplaats liggen vijf Britse graven met gesneuvelden uit de Eerste Wereldoorlog. Het zijn de graven van vier Britten en één Australiër die verspreid liggen tussen de civiele graven en die worden onderhouden door de Commonwealth War Graves Commission waar ze geregistreerd staan onder Mortagne-du-Nord Communal Cemetery.